# 146 pr. n. št.

## Dogodki
- ahajska vojna
- Rimska vojska popolnoma uniči Korint in Kartagino
- Rimska vojska osvoji tračansko Odriško kraljestvo

## Smrti
- Bajdad, frataraka (guverner) Perzije (* neznano)